# Autoba rufifascia
Autoba rufifascia là một loài bướm đêm trong họ Erebidae.